# Старая Чаговка
Старая Чаговка — село в Камышлинском районе Самарской области. Входит в состав сельского поселения Старое Усманово. 

## География
Находится на расстоянии примерно 19 километров по прямой на юго-восток от районного центра села Камышла.

## Население
Постоянное население составляло 8 человек (русские 75%) в 2002 году, 2 в 2010 году.